# Bardas

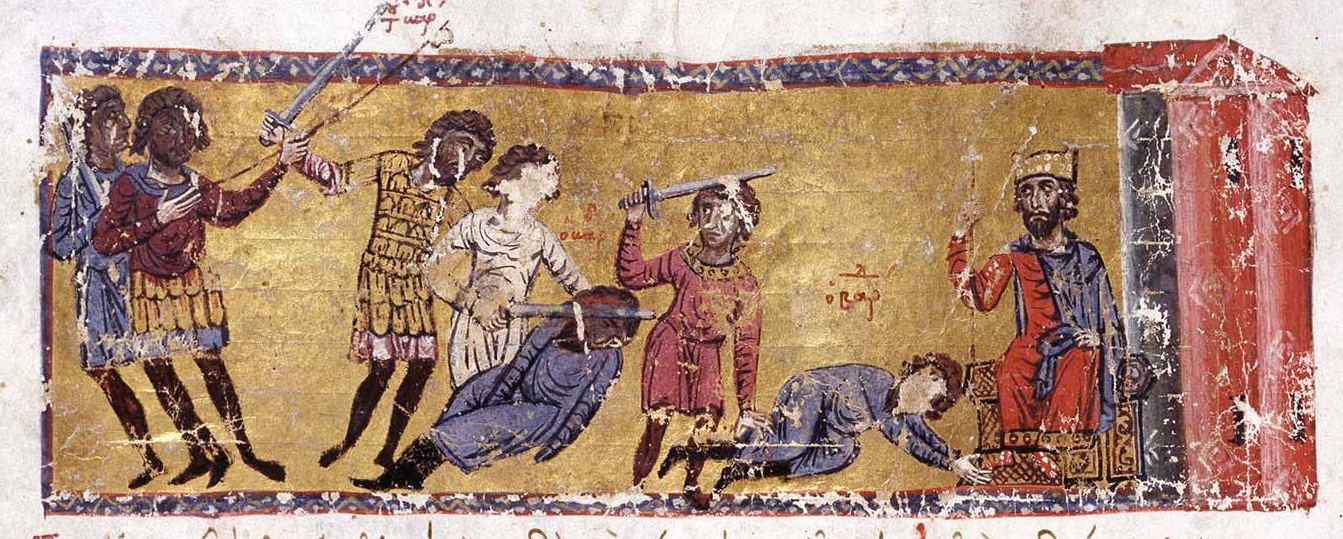
Moord op Bardas

Bardas (†21 april 866) was de broer van keizerin Theodora II en de belangrijkste man van het Byzantijnse Rijk tussen 855 en 866.

## Levensloop
Theodora was de vrouw van keizer Theophilos. Toen haar man in 842 stierf, was hun zoon Michaël III slechts twee jaar oud. Bardas had gehoopt via zijn zus mederegent te worden, maar een zekere Theoktistos was hem te snel af. Een conflict met Theoktistos dwong Bardas tot ballingschap.
In 855 werd Michaël III meerderjarig, maar zijn moeder en Theoktistos bleven hem betuttelen. Bij de keuze van zijn toekomstige vrouw barstte de bom, de kans voor Bardas om terug op het toneel te verschijnen. Keizerin Theodora werd afgezet en Theoktistos vermoord. Gedurende tien jaar had Bardas de touwtjes in handen.
Het tij keerde toen de minnares van Michaël III zwanger werd. Michaël weigerde met haar te trouwen en huwde haar uit aan een van zijn vertrouwensmannen, Basil. Basil liet Bardas uit weg ruimen en vermoordde even later Michaël III, hiermee kwam een einde aan de Amorische dynastie en begon de Macedonische dynastie.

## Verwezenlijkingen
Bardas stichtte de Magnaura School met Leo de Wiskundige aan het hoofd. Hij steunde Cyrillus en Methodius bij het kerstenen van Zuidoost-Europa en kwam daarbij in conflict met Paus Nicolaas I. Hij haalde een grote overwinning op de Arabieren tijdens de Slag bij Lalakaon in 863, maar hij slaagde er niet in Kreta te heroveren.